# Madras (baromfi)
A madras egy Indiából származó tyúkfajta.

## Fajtatörténet
Már évezredek óta ismert volt Indiában. Feltehetőleg Madrász környékén tenyésztették. Azóta asil harcos bekeresztezésével viador fajtává alakították ki.

## Fajtabélyegek, színváltozatok
Háta és válla széles, teste hátrafelé lefelé ível. Farktolla rövid. Melltájéka széles és izmos. Szárnyak erősek, a háttal párhuzamosan tartott. Feje ragadozó madáréhoz hasonlít, széles homlokkal. Arca piros, enyhén tollazott. Szemek mélyen ülőek, gyöngyszínűek. Csőre görbült, rövid, erős. Taraja rövid, gyengén fejlett, homlokon szorosan ütő borsótaraj. Füllebeny sötétpiros. Toroklebeny gyengén fejlett, sötétpiros, csupasz. Nyaka közepesen hosszú, ritkás tollazattal. Combok erős izomzatúak, széles terpeszben állóak. Csüd közepesen hosszú, erős csontozatú, sárga színű.  
Színváltozatok: Vadas, búza, kék-tarka, fehér-vörös.

## Tulajdonságok
Középmagas, nagyon mozgékony, viszonylag izmos. Maláj harcoshoz hasonlít, de háta nem olyan „púpos”, kerekded. Nagyon harcias temperamentumú, még a tojók is. A tenyésztőjükkel szemben mégis bizalmasak. Jól repülnek is.   
| Általános tulajdonságok: | Általános tulajdonságok:      |
| ------------------------ | ----------------------------- |
| Tömege                   | kakas 3-3,5 kg, tojó 2,5-3 kg |
| Gyűrűmérete              | kakas 22, tojó 20             |
| Tenyésztojás tömege      | 50 g                          |
| Tojáshéj színe           | sárgásbarna                   |
| Éves tojáshozama         | 30-40 db                      |